# Cyrtopodion dattanense
Cyrtopodion dattanense là một loài thằn lằn trong họ Gekkonidae. Loài này được Khan mô tả khoa học đầu tiên năm 1980.